# Captain Trip Records
Captain Trip Records es un sello musical japonés fundado y dirigido por el músico Ken Matsutani. La disquera se especializa en música experimental y diversos subgéneros del rock, particularmente en el rock psicodélico y progresivo. Sumado a la publicación de nuevos álbumes, también se ha abocado a la reedición de discos fuera de impresión y clásicos del estilo, además de material antiguo inédito.
En su catálogo se encuentran álbumes de bandas clásicas de rock psicodélico como Blue Cheer, The Deviants y The Velvet Underground, proyectos musicales experimentales como Esplendor Geométrico y ◯△▢, y una vasta discografía dentro de la escena krautrock alemana, con discos de Conrad Schnitzler, Amon Düül II, Kluster, Cluster, Hans-Joachim Roedelius, Dieter Moebius, NEU!, La Düsseldorf, La! NEU?, 1-A Düsseldorf, Kraan y Guru Guru.